# Виле ди Сопра (Арецо)
Виле ди Сопра је насеље у Италији у округу Арецо, региону Тоскана.
Према процени из 2011. у насељу је живело 28 становника. Насеље се налази на надморској висини од 717 м.